# آریخوانی
آریخوانی (به اسپانیایی: Ariguaní) یک سکونتگاه مسکونی در کلمبیا است که در بخش ماگدالنا واقع شده‌است.

## خصوصیات
آریخوانی ۳۰٬۵۶۸ نفر جمعیت دارد.